# Koantilope
Koantilopen (Alcelaphus buselaphus), også kaldet kongoni eller almindelig hartebeest, er en stor og kraftigt bygget antilope, der lever på tørre savanner i Afrika. Den er et populært jagtvildt på grund af det velsmagende kød.
Navnet hartebeest kommer fra afrikaans og betyder "hjortedyr", af hert/hart = hjort, beest = dyr.

## Udseende
Koantilopen er en stor antilope med en skulderhøjde på lige over en meter og typisk 200-250 centimeter lang. Vægten er 100-200 kilogram. Halen, der er 40-60 cm, ender i en sort dusk. Af andre markante træk kan nævnes de lange ben (ofte med sorte tegninger), et stort brystparti, skarpt skrånende ryg, en kort hals, langt smalt hoved og spidse ører. Pelsen er generelt kort og skinnende. Farven varierer alt efter underart fra lysebrun til gråbrun. Begge køn har horn, der er spiralsnoede eller lyreformede, alt efter underart.

## Udbredelse
Koantilopen forekom tidligere på savanner over hele Afrika, men i dag findes den kun med spredte populationer. Arten erstattes mod syd i Afrika af de nærtbeslægtede arter Lichtensteins koantilope (Alcelaphus lichtensteinii) og kaama (Alcelaphus caama). Den nordafrikanske underart A. b. buselaphus blev udryddet i 1900-tallet.
Koantilopen er uddød i Algeriet, Egypten, Lesotho, Libyen, Marokko, Somalia og Tunesien, men er blevet genudsat i Swaziland og Zimbabwe.

## Levevis
Koantilopen er aktiv om dagen og lever i flokke. Trods at for- og bagben er af forskellig længde kan den under flugten løbe med op til 80 km/t. Som hos flere andre antiloper er flokkene opdelt efter køn. Hunner og deres unger lever i flokke på op til 300 individer. Undertiden er flokkene endnu større, især i Serengeti nationalpark, hvor den er almindelig. Andre grupper udgøres af unge hanner. Når hannerne er tre eller fire år gamle kan de etablere et revir, hvor de tager kontrol over områdets hunner. Omkring otte år gamle mister hannerne deres territorium på grund af forringet styrke og undgår herefter kontakt med andre koantiloper. Koantilopen kan blive op til 20 år gammel, men de fleste dør inden de bliver ti år gamle.
Føden udgøres hovedsageligt af græs, men de æder også urter og blade fra buske. Om muligt drikker de regelmæssigt, men de kan klare sig længere tid uden vand.

## Underarter
De seks underarter, hvoraf flere tidligere blev anset som selvstændige arter:
- A. b. buselaphus, er nu uddød, levede nord for Sahara i bl.a. Marokko og Egypten. Den uddøde på grund af intensiv jagt.
- A. b. major, vestafrikanske savanner. Listes af IUCN som næsten truet.[4]
- A. b. tora, Etiopien og Eritrea. Listes som kritisk truet.[5]
- A. b. swaynei, Somalia og i tilgrænsende dele af Etiopien. Listes som truet.[6]
- A. b. lelwel, Tchad, DR Congo og Uganda. Listes som truet.[7]
- A. b. cokii, Kenya og Tanzania. Underarten med den største bestand.